# NGC 5286
NGC 5286 is een bolvormige sterrenhoop in het sterrenbeeld Centaur. Het hemelobject werd op 29 april 1826 ontdekt door de Schotse astronoom James Dunlop.

## Synoniemen
- GCL 26
- ESO 220-SC38